# Krauschütz (Elsterwerda)

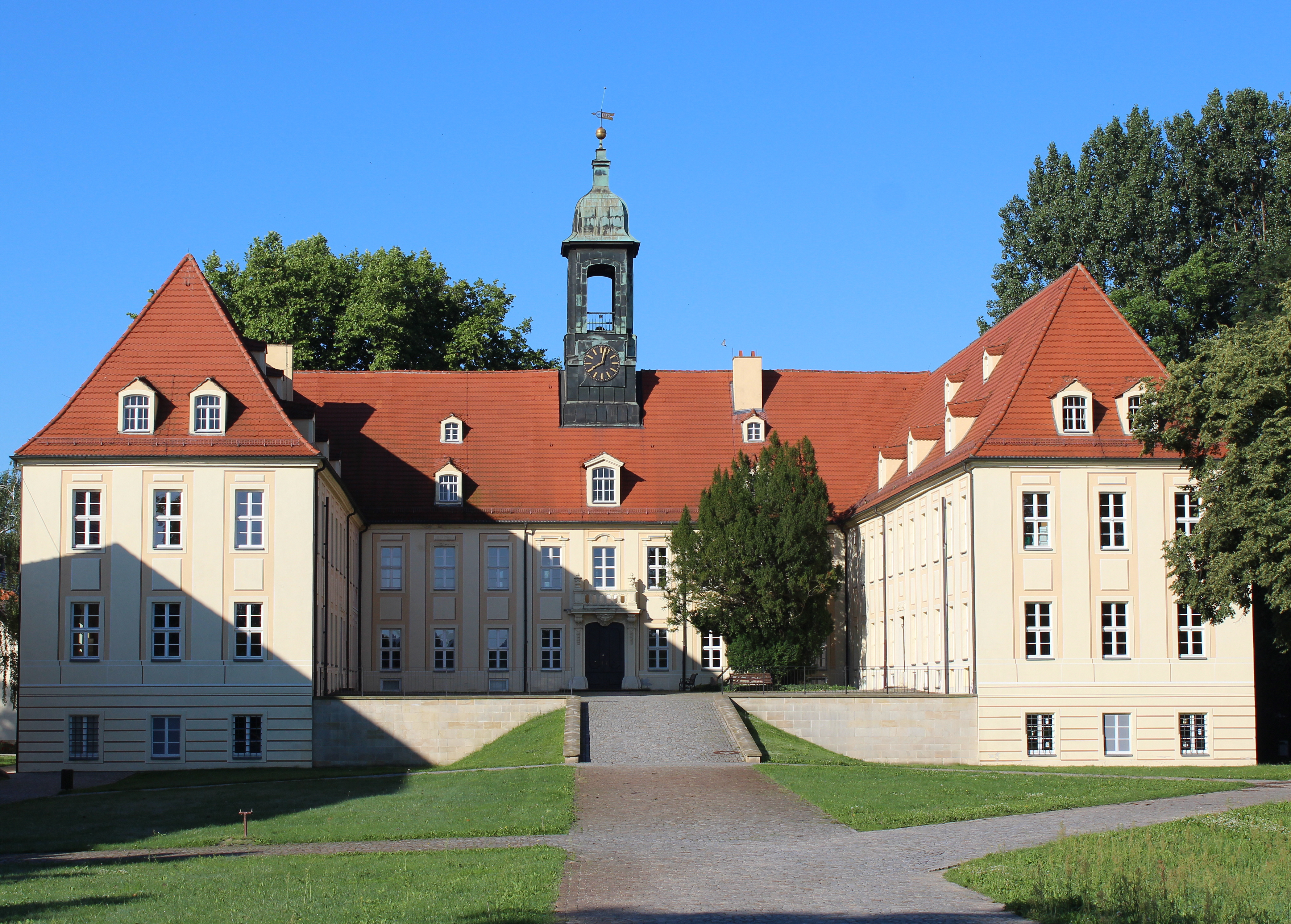
Elsterschloss

Krauschütz ist ein Stadtteil der Stadt Elsterwerda im Landkreis Elbe-Elster in Brandenburg unweit der Grenze zu Sachsen. Er befindet sich an der westlichen Grenze des Schradens rechtsseitig an der Einmündung der Pulsnitz in die Schwarze Elster und am Elsterwerda-Grödel-Floßkanal.

## Geschichte und Entwicklung

Krauschütz auf einer geschichtlichen Karte des Kreises Liebenwerda (1910)

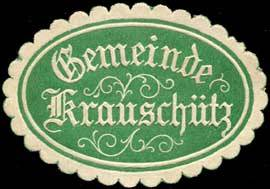
Siegelmarke der Gemeinde Krauschütz (Zwischen 1850 und 1923)

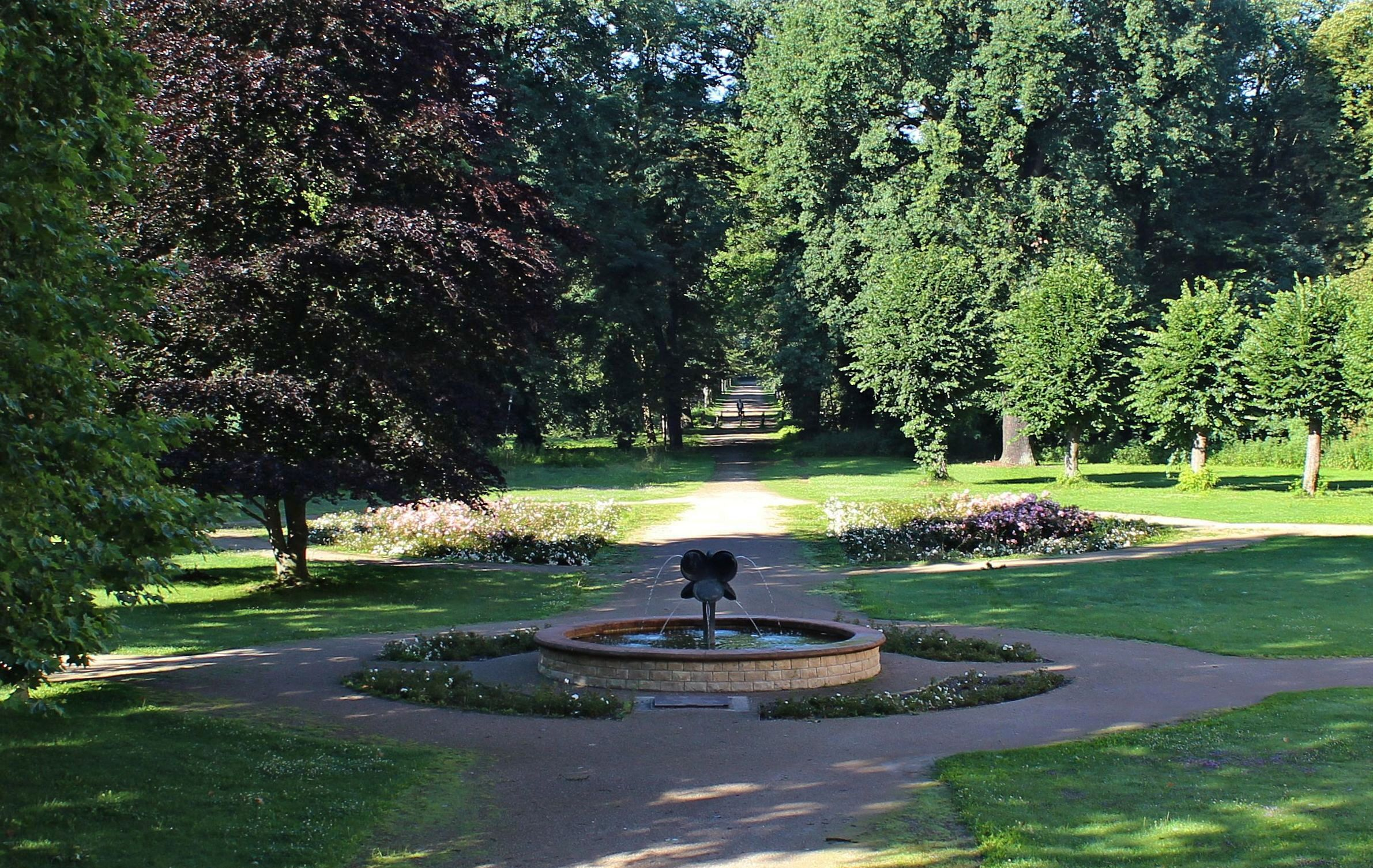
Schlosspark

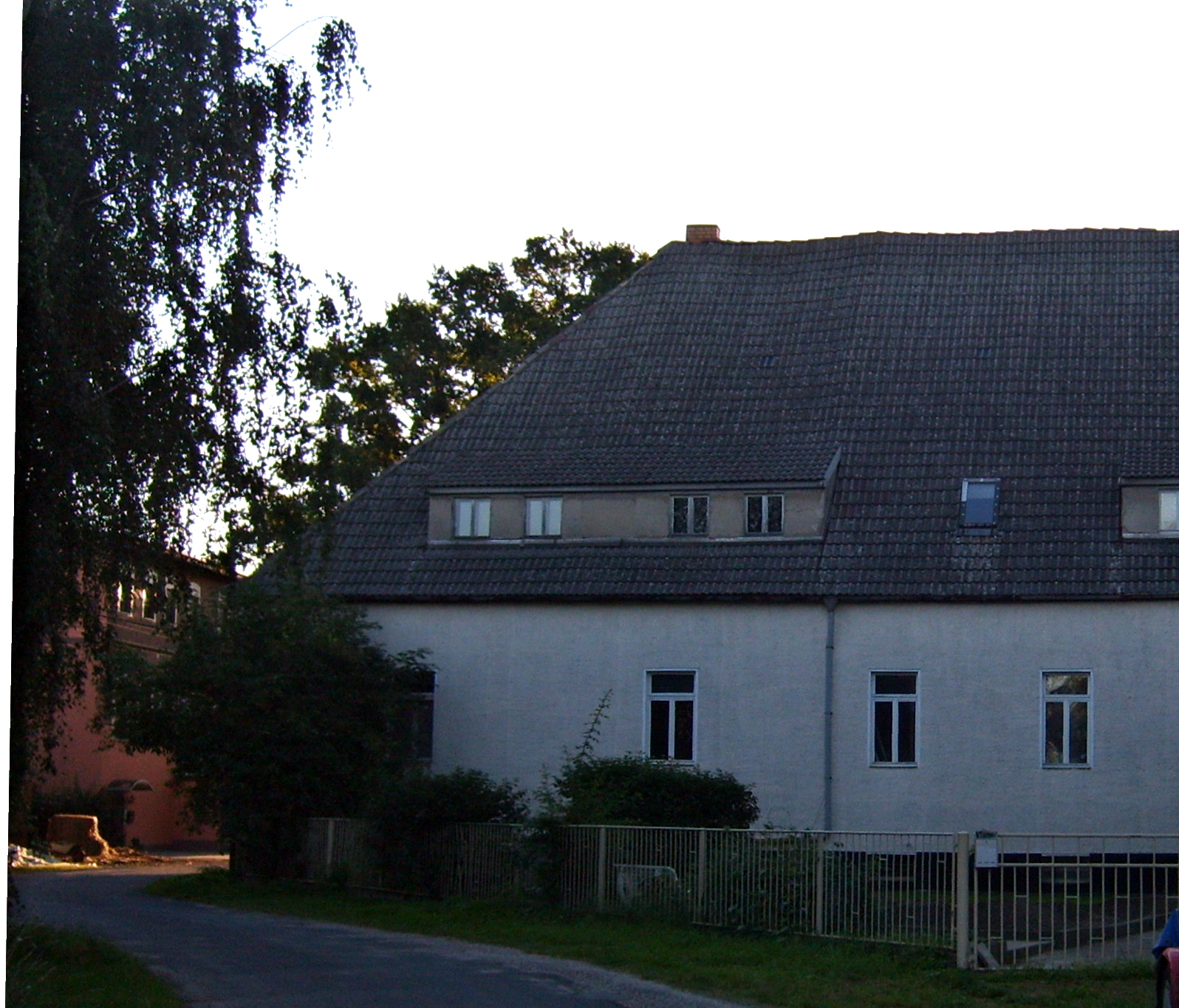
Die einstige Domäne in Krauschütz

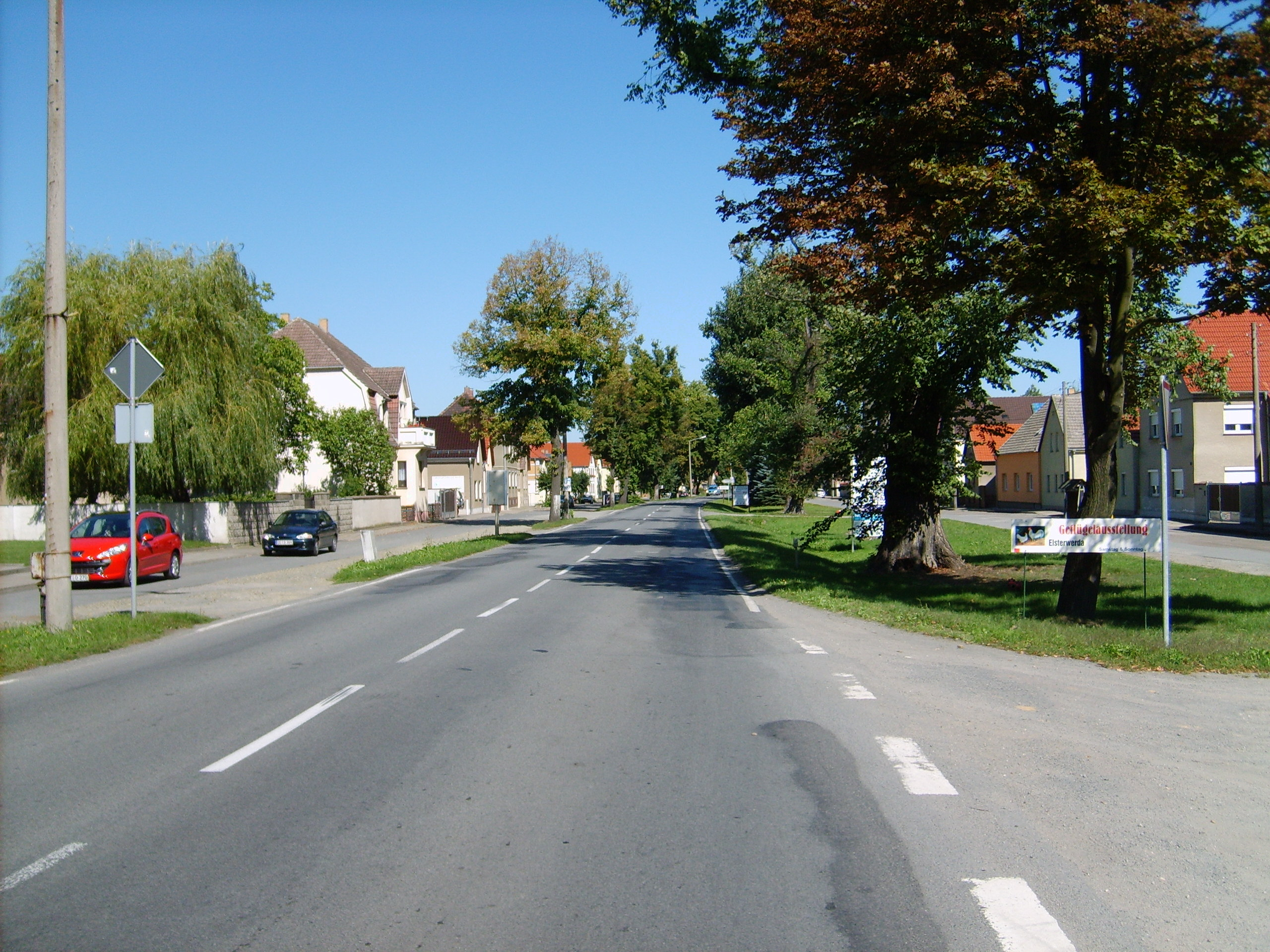
Dresdner Straße

Krauschütz verdankt seinen Namen dem sorbischen „Kruschwiza“ (krušwica), was so viel wie Birnbaum heißt. Die erste urkundliche Erwähnung des Ortes erfolgte 1406. Krauschütz wurde den auf der Burg Elsterwerda sitzenden Herren von Köckritz durch die Markgrafen von Meißen als Lehen überwiesen.
1502 verkauften Georg und Hans von Köckritz etliche Zinsen zu Krauschütz an Georg von Sachsen, desgleichen 1513 an Jacob und Otto von Köckritz. Das Schloss Elsterwerda und das Gut kamen 1727 bei einer gerichtlichen Versteigerung an König August den Starken, der aus dem Besitz ein Kammergut machte. Umfangreiche Bauarbeiten erfolgten am Schloss und mit dem Park war ein Ensemble geschaffen, dem auch Friedrich der Große seine Bewunderung nicht versagte.
Das kurfürstliche Kammergut wurde von da an verpachtet. Genannt wurden hier:
- Samuel Gottlieb Langen, Amtsmann und Rechtsgelehrter,
- Johann Benjamin Grabner († 1749), Amtsverwalter ab 1740
- 1754: Carl Christoph Beschorner, erst als Mitpächter, dann alleiniger Pächter,
- Gottfried Schneider,
- um 1779: Friedrich Christian Hammer, kurfürstlich sächsischer Amtsmann und Landesvater des Kammergutes Elsterwerda,
- von 1789 bis 1798 Carl Wilhelm Scharf
- 1809: Herr Freitag, Amts- und Gerichtshalter.

Während der Befreiungskriege lagerten vom 28. bis 30. September 1813 30.000 Mann des Korps von Gebhard Leberecht von Blücher in Elsterwerda und Kotschka. Bereits am 20. Juli des gleichen Jahres zog Napoleon auf den Weg zu einer Truppeninspektion in Luckau mit seinem Gefolge durch Krauschütz.
Nach der Durchführung der Teilung Sachsens 1815, zufolge der Bestimmungen des Wiener Kongresses, wurde das Kammergut  zur königlichen Domäne Krauschütz und hatte 187 Einwohner. Carl-Ludwig Hübler übernahm das Domänen- und Rentenamt und gab es später an seinen Sohn weiter. Diesem folgte Amtsrat August Müller, welcher wegen seiner Verdienste um die Landwirtschaft und die Stadt zu seinem 76. Geburtstag den Ehrenbürgerbrief der Stadt Elsterwerda erhielt. Im April 1898 übernahm Richard Barthel die Domäne.
1932 wurde die Domäne Krauschütz durch die Siedlungsgesellschaft Sachsenland parzelliert und 1940 erfolgte die Zwangseingemeindung in die Stadtgemeinde Elsterwerda. Trotz darauffolgendem Einspruch und Bittgesuch wurde dem Wunsch der Einwohner, wieder ausgemeindet zu werden, nicht stattgegeben, und Krauschütz wurde bis 1992 als Elsterwerda-Süd weitergeführt. Mit Beschluss der Stadtverordnetenversammlung konnte der Stadtteil seinen traditionellen Namen Krauschütz nach der Wende allerdings wieder weiterführen.
Die einstige Domäne, von welcher der Sage nach ein unterirdischer, aber eingefallener Gang zum Schloss führen soll, ist auch heute noch gut zu erkennen. Das mit einem Walmdach ausgestattete einstige Herrenhaus entstand vermutlich in der ersten Hälfte des 18. Jahrhunderts. Der Bereich des ehemaligen Wirtschaftshofes ist gegenwärtig in mehrere Grundstücke aufgeteilt, die sich in privater Hand befinden. Das alte Gutshaus wurde 1945 in zwei Hälften unterteilt. In einem Teil befand sich jahrelang die örtliche Kinderkrippe und nach der Wende ein Obdachlosenheim, bis auch dieser Teil des Hauses verkauft wurde.
Krauschütz hat sich seinen dörflichen Charakter bis heute erhalten, auch weil in diesem Bereich der Stadt kaum Industrie angesiedelt ist. Dazu gehört die Wahrung alter Traditionen. Im Februar findet das alljährliche Zampern statt, am 30. April wird der Maibaum aufgestellt und das Teichfest ist der jährliche Höhepunkt des Stadtteils.

### Bevölkerungsentwicklung
- Im Jahre 1835 besaß Krauschütz zusammen mit der Hammermühle 36 Wohnhäuser mit 205 Einwohnern, 20 Pferden, 255 Rindern und 32 Schweinen.[3]

| 1875 | 400 |      | 1910 | 600  |      | 1933 | 0891 |
| 1890 | 400 | 1925 | 809  | 1939 | 1073 |      |      |

## Persönlichkeiten
- Georg Müller (* 30. Dezember 1868 in Krauschütz; † 6. April 1945 in Leipzig), Richter